# 天津市人民代表大会
天津市人民代表大会，简称天津市人大，是中华人民共和国天津市的地方国家权力机关。其常设机构为天津市人民代表大会常务委员会。